# Emanuele Luzzati
Emanuele Luzzati (1921 - 2007) fue un pintor, dibujante, animador y escenógrafo italiano nacido en Génova.

## Biografía
Luzzati nació el 3 de junio de 1921, en el seno de una familia genovesa de origen judío. Debido a las leyes raciales fascistas la familia se ve obligada a abandonar la ciudad en 1940, y el joven Emanuele ve interrumpidos sus estudios.
Los Luzzati se mudan a Suiza, más precisamente a Lausana, ciudad donde Emanuele comienza a asistir a la Escuela de Bellas Artes (École des Beaux-Arts), obteniendo finalmente su diploma.
Una vez que la guerra concluyó Emanuel y su familia retornaron a Italia.
A partir de fines de la década de 1950 realizó más de una decena de cortos de animación, algunos de ellos llevados a cabo junto a Giulio Gianini.
Como escenógrafo trabajó para el London Festival Ballet, la Chicago Opera House, o la Vienna Staatsoper.
Colaboró asimismo como ilustrador de obras de Italo Calvino y los Hermanos Grimm, y fue nominado al Óscar en 1966 y 1974 por los cortos de animación "La gazza ladra" y "Pulcinella" respectivamente, en calidad de animador y guionista.
En el año 2001 fue condecorado con la Orden al Mérito de la República Italiana, por iniciativa del jefe de Estado.
Falleció en su ciudad natal el 26 de enero de 2007, a los 85 años.

## Premios y nominaciones
Premios Óscar
| Año  | Categoría                  | Película            | Resultado |
| ---- | -------------------------- | ------------------- | --------- |
| 1966 | Mejor cortometraje animado | The Thieving Magpie | Nominado  |
| 1974 | Mejor cortometraje animado | Pulcinella          | Nominado  |